# 대한민국 민법 제336조
대한민국 민법 제336조는 전질권에 대한 민법 조문이다.

## 조문
제336조(전질권) 질권자는 그 권리의 범위내에서 자기의 책임으로 질물을 전질할 수 있다. 이 경우에는 전질을 하지 아니하였으면 면할 수 있는 불가항력으로 인한 손해에 대하여도 책임을 부담한다.